# Kehr (Erding)
Kehr  ist ein Gemeindeteil der Großen Kreisstadt Erding im Landkreis Erding, Oberbayern.

## Lage
Das Dorf liegt rund einen Kilometer nordöstlich von Erding auf der Gemarkung Langengeisling. Am südlichen Ortsrand verläuft die Staatsstraße 2084. Den Ort durchfließt die Sempt, an der die Kehrmühle steht.

## Geschichte
Kehr gehörte zur Gemeinde Langengeisling und wurde mit dieser im Zuge der Gebietsreform in Bayern am 1. Mai 1978 in die Stadt Erding eingegliedert.

Kehr von Nordosten
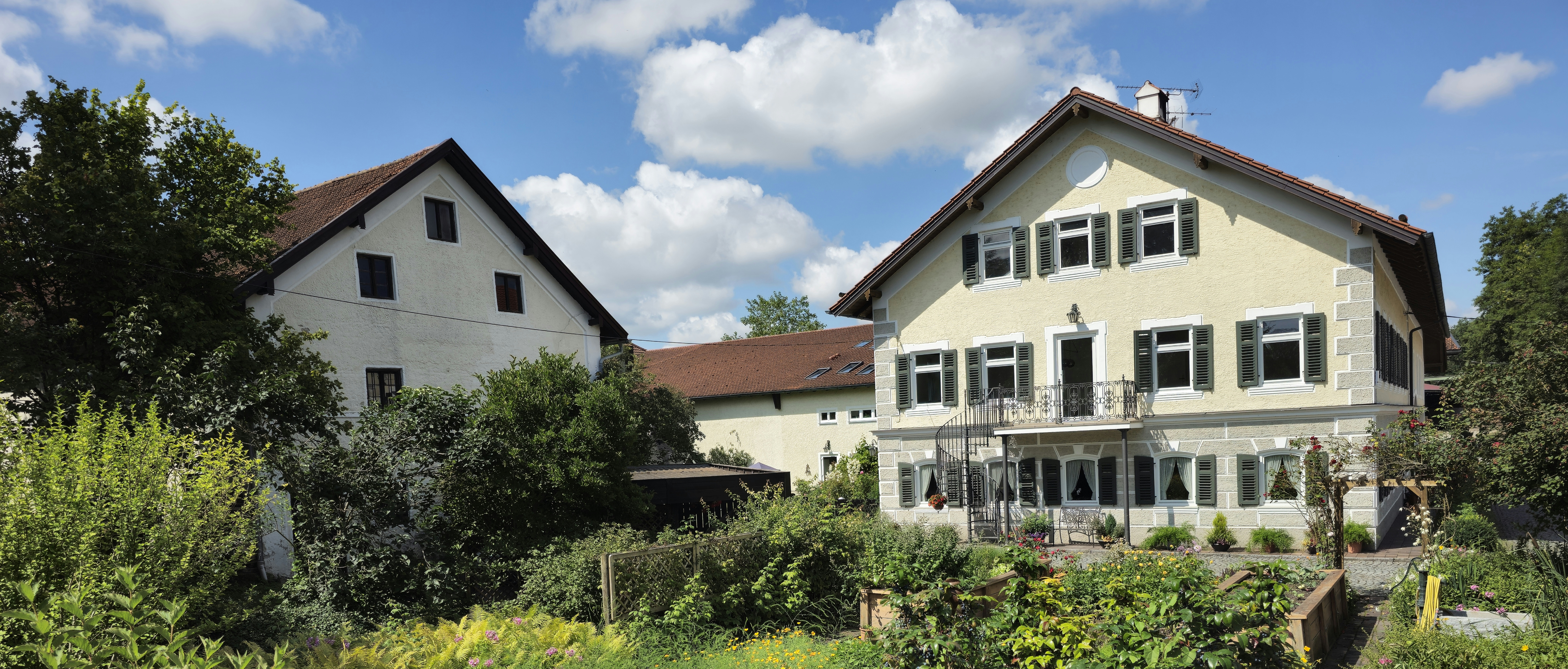
Zur Kehrmühle 3